# Setra S 315 GT-HD

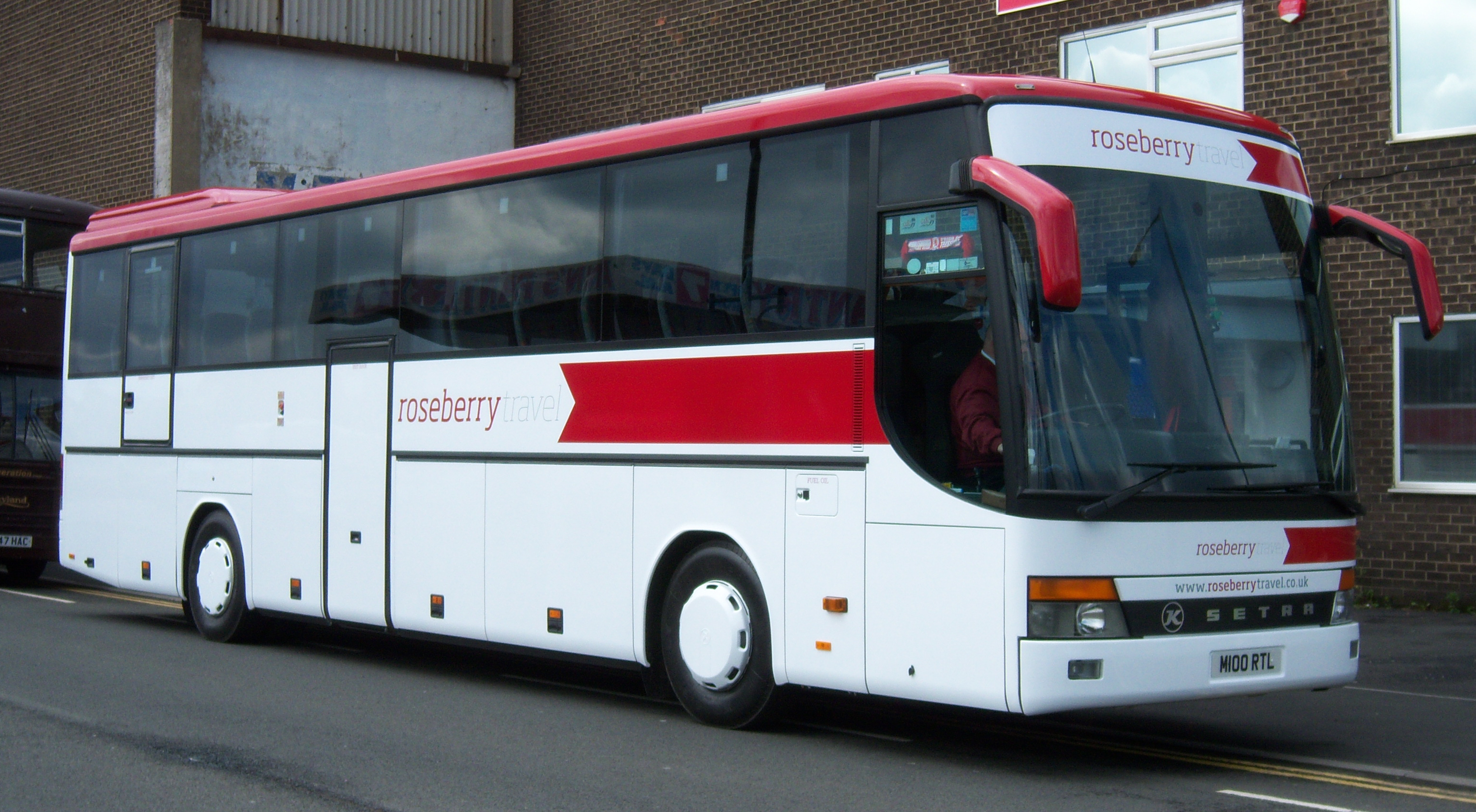
Setra S 315 GT-HD

Setra S 315 GT-HD — туристический автобус, выпускаемый немецкой компанией Setra с 1996 по 2003 год. Вытеснен с конвейера моделью Setra S 415 GT-HD.

## Технические характеристики
Автобус Setra S 315 GT-HD оснащён кузовом с каркасной конструкцией. Под салоном присутствует багажник. Автобус оснащён дизельным двигателем внутреннего сгорания OM 457 LA. По сравнению с другими автобусами TopClass 300, автобус Setra S 315 GT-HD не имеет дополнительной водительской двери.
Трансмиссии автобуса — механическая MB GO 190-6 (6 передач) или роботизированная ZF ASTronic (12 передач). Объём бака составляет 490 литров.
Во второй двери присутствует туалет. Также в салоне присутствует мини-кухня.

## Эксплуатация
| Предприятие           | Серии        | Количество |
| Нидерланды            | Нидерланды   | Нидерланды |
| --------------------- | ------------ | ---------- |
| Klooster Reizen       | 60—63        | 4          |
| Arriva Touring        | 196—199, 460 | 5          |
| Drenthe Tours         | 67, 68       | 2          |
| Smit Reizen           | 1, 5         | 2          |
| Taxi Centrale Renesse |              | 3          |